# Eva Köhler
Eva Luise Bohnet, née le 2 janvier 1947 à Ludwigsbourg, est l'épouse de l'économiste et ancien président de la République fédérale d'Allemagne Horst Köhler.
Lorsque son époux accède le 1er juillet 2004 à la présidence de la République fédérale d'Allemagne, Eva Köhler devient la neuvième Première dame d'Allemagne depuis la fondation de la RFA, en 1949, et ce jusqu'au 31 mai 2010, et la démission du président Köhler.

## Biographie
Après avoir obtenu son Abitur à Ludwigsburg en 1966, Eva Bonhet étudia l'histoire religieuse d'Allemagne. Elle devint ensuite professeur d'allemand. Eva Köhler fut membre du Parti social-démocrate d'Allemagne (SPD), de 1972 à 1990 et a participé à la vie politique locale. Elle prend la décision de quitter le SPD, car elle n'approuve pas la politique d'Oskar Lafontaine.
Eva Bonhet est mariée à l'influent économiste allemand Horst Köhler, avec lequel elle a deux enfants, Ulrike (né en 1972) et Jochen (né en 1977). 